# Olympische Sommerspiele 2000/Teilnehmer (Cayman Islands)
| Gelbes Symbol für Goldmedaillen mit stilisierten Olympischen Ringen | Graues Symbol für Silbermedaillen mit stilisierten Olympischen Ringen | Braundes Symbol für Bronzemedaillen mit stilisierten Olympischen Ringen |
| ------------------------------------------------------------------- | --------------------------------------------------------------------- | ----------------------------------------------------------------------- |
| —                                                                   | —                                                                     | —                                                                       |

Die Cayman Islands nahmen  an den Olympischen Sommerspielen 2000 in der australischen Metropole Sydney mit einer Delegation von drei Athleten teil.
Es war die sechste Teilnahme der Cayman Islands bei Olympischen Sommerspielen.

## Flaggenträger
Der Leichtathlet Kareem Streete-Thompson trug die Flagge der Cayman Islands während der Eröffnungsfeier im Stadium Australia.

## Übersicht der Teilnehmer

### Leichtathletik
Frauen
- Cydonie Mothersill
  - 100 m: Viertelfinale
  - 200 m: Vorlauf

Männer
- Kareem Streete-Thompson
  - Weitsprung: Qualifikation

### Segeln
Frauen
- Tomeaka McTaggart
  - Dinghy: 26. Platz